# Chionochloa acicularis
Chionochloa acicularis är en gräsart som beskrevs av Victor Dmitrievich Zotov. Chionochloa acicularis ingår i släktet Chionochloa och familjen gräs. Inga underarter finns listade i Catalogue of Life.